# EDP Sciences
Édition Diffusion Presse Sciences або EDP Sciences — французьке наукове видавництво, що спеціалізується на виданні літератури для фахівців та ширшої аудиторії (широкого загалу, осіб, які приймають рішення, вчителів тощо). EDP Sciences видає журнали і книги, організовує конференції та підтримує вебсторінки переважно наукового й технічного спрямування. Компанія є спільним підприємством чотирьох французьких наукових товариств, що спеціалізуються в галузі природничих наук, математики та медицини.

## Історія
Компанію було засновано у 1920 році під назвою La Société du Journal de Physique et Le Radium. Вона взяла на себе публікацію журналу Journal de Physique (заснованого у 1872 році) після його злиття з журналом Le Radium (заснованим у 1904 році). Серед засновників були Французьке фізичне товариство та декілька відомих науковців і промисловців: Антуан Беклер, Луї де Бройль, Марія Склодовська-Кюрі, Поль Ланжевен, Луї Жан Люм'єр, Жан Батист Перрен і Леон Бріллюен, а також покровителі, такі як Альбер I, принц Монако.
Нинішню компанію було зареєстровано у 1978 році. Компанія продовжувала публікувати різні розділи Journal de Physique до 1980-х років, після чого почала друкувати праці і в інших галузях фізики, зокрема, астрофізики. Компанія також почала видавати книжки.
У 1997 році видавництво розширилось, щоб вийти на інші наукові ринки, та змінило свою назву на Édition Diffusion Presse Sciences (часто скорочується до EDP Sciences, у тому числі у власних маркетингових матеріалах компанії).
EDP Sciences видає по всьому світу майже 50 паперових і електронних журналів, а також підтримує близько сотні вебсайтів та друкує безліч щорічників і монографій. Видавництвом спільно володіють чотири наукових товариства: Французьке фізичне товариство, Французьке хімічне товариство, Товариство прикладної та промислової математики та Французьке оптичне товариство. EDP Sciences підтримує партнерські стосунки з іншими європейськими видавництвами, у тому числі з Cambridge University Press і Springer. Компанія претендує на звання першого незалежного французького видавця міжнародних академічних журналів.
Компанія є видавничою групою та складається з декількох суб'єктів:
- Власне EDP Sciences, видавництва наукових матеріалів;
- EDP Santé, медичної філії компанії;
- EDP Open, платформи для журналів відкритого доступу.

## Публікації
У межах своїх підрозділів EDP Science видає літературу за такими предметними галузями: хімія; математика та інформатика; здоров'я та стоматологія; фізика, астрономія та астрофізика; техніка та технології; соціальні та гуманітарні науки; природничі науки.
Компанія видає понад 50 наукових журналів, а також низку професійних журналів (переважно французькою мовою) в галузі фізики (Photoniques, Europhysics News та ін.) і медичних наук (Audio Infos, Basse Vision Infos, L'Entreprise officinale, Orthophile, Indépendentaire тощо).
EDP Science керує щорічною публікацією декількох навчальних текстів для студентів бакалаврату, інших професійних і науково-популярних книжок, а також видає наукові монографії.
| Назва                                                   | Тематика                                                                                   | Наукове партнерство                                                |
| ------------------------------------------------------- | ------------------------------------------------------------------------------------------ | ------------------------------------------------------------------ |
| Astronomy and Astrophysics                              | Астрономія і астрофізика, фізика                                                           | Європейська південна обсерваторія (ESO)                            |
| ESAIM: Control, Optimisation and Calculus of Variations | Математика та інформатика                                                                  | Товариство прикладної та промислової математики (SMAI)             |
| ESAIM: Mathematical Modelling and Numerical Analysis    | Математика та інформатика                                                                  | Товариство прикладної та промислової математики (SMAI)             |
| European Physical Journal Applied Physics (EPJ AP)      | Інженерія і технології, фізика                                                             | CNRS — Європейське фізичне товариство (EPS)                        |
| Hydroécologie appliquée                                 | Інженерія і технології, соціальні і гуманітарні науки, загальні знання, науки про здоров'я | Électricité de France (EDF)                                        |
| Knowledge and Management of Aquatic Ecosystems (KMAE)   | Природничі науки                                                                           | Національне управління з питань води та водного середовища (ONEMA) |
| Mécanique et Industrie                                  | Інженерія і технології, фізика                                                             | Французька асоціація механіків (AFM)                               |
| L'Orthodontie française                                 | Медичні науки і стоматологія                                                               | Société française d'orthopédie dento-faciale (SFODF)               |
| Parasite                                                | Природничі науки                                                                           | Société Française de Parasitologie                                 |
| Revue d'Orthopédie Dento-Faciale                        | Медичні науки і стоматологія                                                               | Association de la Revue d'Orthopédie Dento-Faciale                 |

## Відкритий доступ
Видавництво EDP Sciences підтримує розвиток журналів з відкритим доступом. Частина його каталогу журналів уже знаходяться у повному або частковому відкритому доступі, і сайт SHERPA/RoMEO присвоїв йому рейтинг «зеленого видавця». EDP також є членом Open Access Scholarly Publishers Association (OASPA), асоціації видавців з публікацією у відкритому доступі у всіх наукових і технічних дисциплінах.

## Web of Conferences
Web of Conferences — це онлайн-портал, повністю присвячений науковим конференціям. Він публікує календар міжнародних зустрічей і всі матеріали конференцій, опубліковані EDP Sciences. Він також надає послуги з публікації наукових праць.